# Hajeom-myeon
Hajeom-myeon (koreanska: 하점면) är en socken i landskommunen Ganghwa-gun i provinsen Incheon,  60 km nordväst om huvudstaden Seoul. Hajoem-myeon ligger på den norra delen av ön Ganghwado.